# ドーリス (ギリシア神話)

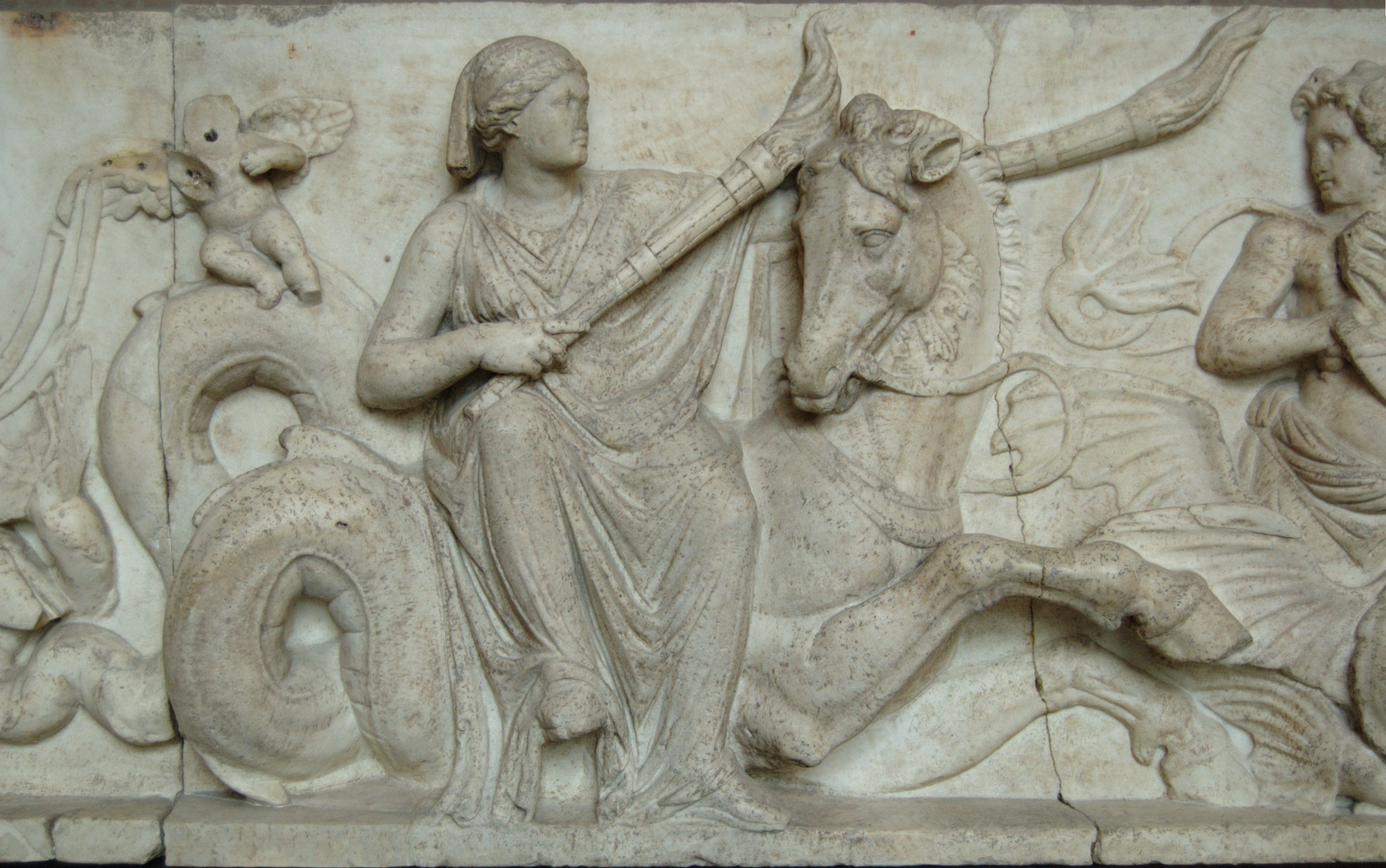
ヒッポカムポスに乗るドーリス

ドーリス（古希: Δωρίς, Dōris）は、ギリシア神話の女神あるいはニュムペーである。長母音を省略してドリスとも表記される。
- オーケアニスの1人（以下に説明）。
- ネーレーイスの1人[1][2]。

## オーケアニデスの1人
オーケアノスとテーテュースの娘で、ネーレウスとの間に50人の娘たち、ネーレーイデスを生んだ。娘のうち代表的なものにアムピトリーテー、テティス、プサマテーなどがいる。また同じ名前の娘もいる。